# Ludvík Jandourek mladší
Ludvík Jandourek (* 3. července 1976) je český sportovní jezdec, DJ, promotér a skokový designer.
K parkuru se dostal díky rodinné tradici, tomuto sportu se věnovali jak jeho otec, tak dědeček.
V mladí zaujal širokou jezdeckou veřejnost svými výkony veřejnost v sedle klisny Olza Tiscali.
Jeho životní kůň je Casio Karsit a Yellow Man, ale největšího úspěchu, třetího místa na mistrovství ČR, dosáhl v roce 2013 v sedle Viga 1.
Za svůj jezdecký vzor označuje Ludgera Beerbauma a Pepu Vanu. Závodil již se stovkou různých koní.

## Ocenění
V letech 2008 a 2009 se stal Ludvík Jandourek vítězem ankety Jezdecký idol roku.
V roce 2011 zvítězil v prestižním závodě masek ve Strakonicích.